# Вавилково
Вавилково — озеро в Таборинском районе Свердловской области, Россия.

## Географическое положение
Озеро расположено в 10 километрах к югу-юго-востоку от села Таборы, в междуречье рек Тавда и Большая Емельяшевка (правый приток реки Тавда). Озеро площадью 0,8 км², с уровнем воды 64,6 метра.

## Описание
Озеро не имеет поверхностного стока. Берега местами заболочены и покрыты лесом. В озере водится карась, верховка, гольян и гнездится водоплавающая птица.